# Shadi Paridar
Shadi Paridar (née le 2 juillet 1986 à Téhéran, en Iran) est la première joueuse d'échecs iranienne à recevoir le titre de Grand maître international féminin, en 2004. Elle remporte le championnat d'échecs féminin iranien à 4 reprises. Elle occupe le poste de vice-présidente de la Fédération iranienne des échecs féminins. 
En octobre 2010, son classement Elo était de 2253, ce qui la classait 38e parmi tous les joueurs d'échecs iraniens actifs et troisième parmi les joueuses d'échecs du pays à l'époque. Elle est classée 2250 en janvier 2021.

## Parcours en compétitions jeunes
Shadi Paridar a commencé à apprendre les échecs à l'âge de sept ans. De 1995 à 2001 (1373 à 1379 du calendrier iranien), elle est successivement devenue la championne des compétitions féminines des moins de 10, 12 et 14 ans du pays. En 1996, à l'âge de 9 ans, elle rejoint l'équipe nationale féminine adulte. 
En 1996 (1374 du calendrier iranien), elle était devenue la plus forte joueuse féminine adulte à Téhéran et la troisième au niveau du pays tout entier. En 1995, elle remporte le titre de maître Fide féminin et termine 14e aux Championnats du monde des moins de 12 ans qui se sont déroulés en France. En 1999, elle remporte la première compétition féminine ouverte en Iran, en remportant tous ses matchs. 
En l'an 2000 (1378 du calendrier iranien), elle occupe la troisième place au classement général adulte féminin du pays et elle est la première personne à être sélectionnée pour l'équipe nationale féminine. Lors des championnats en Inde, la même année, elle devient la cinquième fille asiatique de moins de 14 ans à participer.
En 2001, Shadi Paridar devient championne féminine adulte du pays avec un score sans appel de 9 victoires en 9 matchs. Elle obtient à cette occasion le titre de Maître international féminin. 
En 2003, elle remporte le championnat d'Asie des filles des moins de 16 ans. Shadi Paridar est par cette occasion la première joueuse d'échecs à atteindre la troisième place du championnat des villes asiatiques.
En 2004, Shadi Paridar bat la championne du monde d'échecs féminine Antoaneta Stefanova lors de l'Olympiade d'échecs. Elle acquiert alors le titre de Grand Maître international féminine. Elle remporte également une médaille d'argent aux échecs individuels rapides et une médaille de bronze aux échecs rapides par équipe lors des Jeux asiatiques en salle, à Macao, en 2007 et une médaille de bronze aux échecs par équipe aux Jeux asiatiques de 2009 à Quang Ninh, au Viêt-Nam. 
Shadi Paridar s'est encore classée 3e lors du championnat d'échecs d'Asie féminin par équipe en 2003, 2005 et 2008 et la première individuelle et la troisième équipe en 2009.

## Style de jeu
Shadi Paridar débute généralement ses ouvertures par 1.e4 lorsqu'elle a les Blancs.
Avec les Noirs, elle répond à 1.e4 par la variante Taïmanov de la défense sicilienne.